# Mort de Muhammad Sultan (1403)
Muhammad Sultan, net i hereu de Tamerlà, va morir de malaltia el 22 de març de 1403 durant la Campanya dels Set Anys (1399-1404).
En el mes de febrer, a Ulu Burlu, Tamerlà va saber que Baiazet I estava malalt i va ordenar als seus metges de tractar-lo com si fos ell. Pocs dies després igualment va saber que el seu net favorit i hereu al tron, Muhammad Sultan, també estava malalt i va enviar un metge al campament del príncep. El 18 de març de 1403 va morir Baiazet.
Timur es va dirigir tot seguit cap on era el seu net (un campament en la ruta a Kayseri); pel camí la tribu de turcmans dels Durgot, manada per Kazar Beg i Ibrahim, que estaven revoltats i s'havien fet forts en una muntanya va fer algun acte hostil; Timur va fer bloquejar els accessos a la muntanya i tot seguit va entrar en ella i matant molts turcmans obligant la resta a fugir, i el seu bestiar fou agafat com a botí; les dones i nens foren fets esclaus, 
El 20 de març un missatger va informar que Muhammad Sultan havia empitjorat; Timur va accelerar la marxa i va arribar a temps de veure viu al seu net. El va fer posar en llitera i van sortir cap a Deweli Kara Hissar però va morir al arribar (22 de març). Segurament mai s'havia recuperat del tot de les ferides rebudes en la batalla d'Ankara. Timur no va mostrar cap emoció amb Baiazet I però estava inconsolable per la mort de Muhammad Sultan. Tothom es va vestir de negre i l'exèrcit va esdevenir una comitiva fúnebre.